# Macrocondyla landbecki
Macrocondyla landbecki är en tvåvingeart som först beskrevs av Philippi 1865.  Macrocondyla landbecki ingår i släktet Macrocondyla och familjen svävflugor. Inga underarter finns listade i Catalogue of Life.